# Maxi Herber
Maxi Herber (n. 8 octombrie 1920, München, Republica de la Weimar – d. 20 octombrie 2006, Garmisch-Partenkirchen, Bavaria, Germania) a fost o patinatoare artistică ce a reprezentat Germania Nazistă, medaliată olimpică. A participat la o ediție a Jocurilor Olimpice (1936) în care a câștigat o medalie de aur.

## Participări
Lista de mai jos prezintă principalele competiții la care a participat Maxi Herber de-a lungul carierei.
- figure skating at the 1936 Winter Olympics – pairs[*]